# Johann Georg Heine
Johann Georg Heine, född 3 april 1770 i Lauterbach, Schwarzwald, död 7 september 1838 i Scheveningen, var en tysk läkare, ansedd som den tyska ortopedins grundläggare. 
Heine vann som kirurgisk instrumentmakare vid universitetet i Würzburg (sedan 1798) stort erkännande genom sina bandage av alla slag och upprättade sedermera ett ortopediskt institut, vilket snart erhöll stort anseende. För sina förtjänster om ortopedin i Tyskland utnämndes han 1824 till demonstrator i ortopedi och assessor vid medicinska fakulteten i Würzburg. År 1829 inrättade han i Haag ett ortopediskt institut i kombination med sjöbad, men på grund av hans bristande kunskaper om invärtes sjukdomars behandling kom hela anstalten i vanrykte. Anstalten övertogs 1829 av brorsonen Bernhard Heine.